# Phyllanthus websterianus
Phyllanthus websterianus är en emblikaväxtart som beskrevs av Julian Alfred Steyermark. Phyllanthus websterianus ingår i släktet Phyllanthus och familjen emblikaväxter. Inga underarter finns listade i Catalogue of Life.